# Delores Conway
Delores Ann Conway é uma estatística e economista americana conhecida pelo seu trabalho nas estatísticas dos mercados imobiliários. Ela é professora de Economia Imobiliária e Estatística na Simon Business School da University of Rochester.

## Educação e carreira
Conway formou-se em 1971 na University of Wisconsin – Madison, com um diploma de bacharelato em matemática, ganhando um segundo diploma de bacharel em métodos de computação e estatística em 1972. Ela foi para a Universidade de Stanford para estudar estatística, obtendo um mestrado em 1975 e completando o seu Ph.D. em 1979. A sua dissertação, Multivariate Distribution with Specified Marginals, foi supervisionada por Ingram Olkin.
Ela tornou-se professora assistente de negócios na Universidade de Chicago em 1979, como a primeira professora feminina da Booth School of Business da Universidade de Chicago, e mudou-se para a Marshall School of Business da USC como professora associada em 1985. Na USC, ela dirigiu o Casden Real Estate Economics Forecast, começando em 2004. Em 2009 ela mudou-se para a Universidade de Rochester como reitora associada.

## Reconhecimento
Em 1997, Conway foi eleita Fellow da American Statistical Association.

## Vida pessoal
Depois de se mudar para Rochester, Conway casou-se com o reitor da universidade, Joel Seligman.